# Municipio de St. Marys (Ohio)
El municipio de St. Marys (en inglés: St. Marys Township) es un municipio ubicado en el condado de Auglaize en el estado estadounidense de Ohio. En el año 2010 tenía una población de 11015 habitantes y una densidad poblacional de 115,17 personas por km².

## Geografía
El municipio de St. Marys se encuentra ubicado en las coordenadas 40°30′59″N 84°24′11″O / 40.51639, -84.40306. Según la Oficina del Censo de los Estados Unidos, el municipio tiene una superficie total de 95.64 km², de la cual 95.45 km² corresponden a tierra firme y (0.2%) 0.19 km² es agua.

## Demografía
Según el censo de 2010, había 11015 personas residiendo en el municipio de St. Marys. La densidad de población era de 115,17 hab./km². De los 11015 habitantes, el municipio de St. Marys estaba compuesto por el 97.06% blancos, el 0.34% eran afroamericanos, el 0.15% eran amerindios, el 0.6% eran asiáticos, el 0.11% eran isleños del Pacífico, el 0.41% eran de otras razas y el 1.33% pertenecían a dos o más razas. Del total de la población el 1.23% eran hispanos o latinos de cualquier raza.